# Деснево
Деснево — деревня в Расловском сельском поселении Судиславского района Костромской области России.

## География
Деревня расположена недалеко от реки Кохталка, автодороги Кострома — Верхнеспасское Р98 и железнодорожной ветки Кострома — Галич.

## История
Согласно Спискам населенных мест Российской империи в 1872 году деревня относилась к 1 стану Костромского уезда Костромской губернии. В ней числилось 9 дворов, проживало 20 мужчин и 21 женщина.
Согласно переписи населения 1897 года в деревне проживало 70 человек (27 мужчин и 43 женщины).
Согласно Списку населенных мест Костромской губернии в 1907 году деревня относилась к Богословской волости Костромского уезда Костромской губернии. По сведениям волостного правления за 1907 год в ней числилось 13 крестьянских дворов и 87 жителей. Основными занятиями жителей деревни, помимо земледелия, были извоз и плотницкий промысел.
До муниципальной реформы 2010 года деревня входила в состав Грудкинского сельского поселения Судиславского района.

## Население
| 1872 | 1897 | 1907 | 2008 | 2010 | 2014 |
| ---- | ---- | ---- | ---- | ---- | ---- |
| 41   | ↗70  | ↗87  | ↘17  | ↗19  | →19  |